# Rhyncomya messoria
Rhyncomya messoria är en tvåvingeart som beskrevs av Villeneuve 1927. Rhyncomya messoria ingår i släktet Rhyncomya och familjen Rhiniidae. Inga underarter finns listade i Catalogue of Life.